# Auxarthron californiense
Auxarthron californiense är en svampart som beskrevs av G.F. Orr & Kuehn 1963. Auxarthron californiense ingår i släktet Auxarthron och familjen Onygenaceae.  Arten är reproducerande i Sverige. Inga underarter finns listade i Catalogue of Life.